# Megaselia albiclavata
Megaselia albiclavata är en tvåvingeart som beskrevs av Borgmeier 1967. Megaselia albiclavata ingår i släktet Megaselia och familjen puckelflugor. Inga underarter finns listade i Catalogue of Life.